# Mexicaans leger

Embleem van het Mexicaans leger

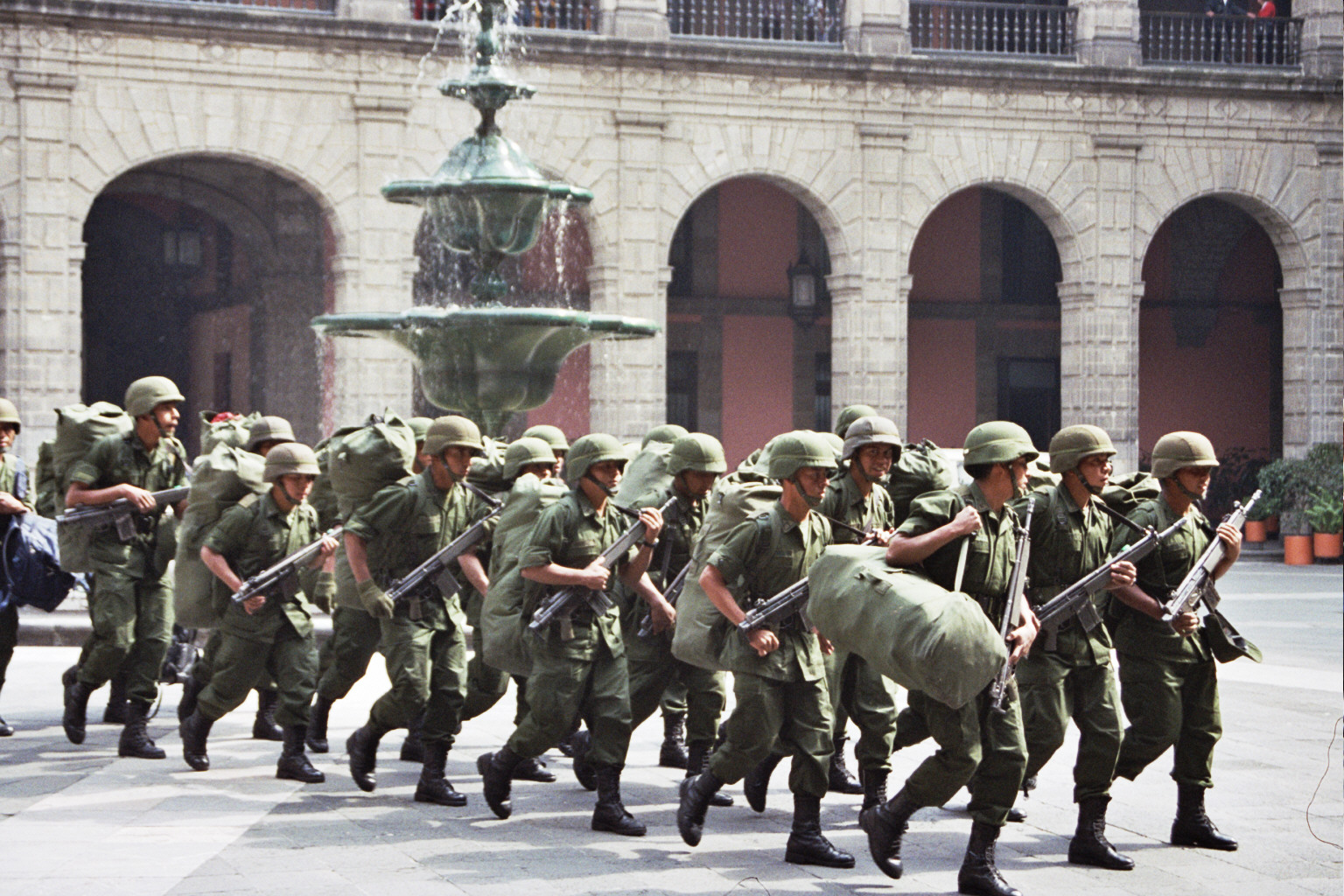
Wisseling van de wacht voor het Palacio Nacional

Het Mexicaanse leger (Spaans: Ejército Mexicano) is de gecombineerde land- en luchtmacht van Mexico. 
Het huidige leger is voortgekomen uit het constitutionalistische leger ten tijde van de Mexicaanse Revolutie, opgericht door Venustiano Carranza. President Lázaro Cárdenas wist in de jaren 30 van de twintigste eeuw de macht van het leger sterk terug te dringen. Hierdoor heeft er zich in Mexico, in tegenstelling tot veel andere Latijns-Amerikaanse landen, geen militaire dictatuur weten te vestigen.
De president van Mexico staat formeel aan het hoofd van het leger, al wordt die taak in de praktijk waargenomen door de minister van defensie. De Mexicaanse Luchtmacht en de Presidentiële Garde maken onderdeel uit van het leger. De Mexicaanse Marine heeft formeel een aparte organisatie.
De voornaamste taken van het leger zijn hulpverlening bij rampen, bestrijden van guerrilla’s (voornamelijk in Guerrero en Chiapas) en het bestrijden van drugskartels. De laatste keer dat het Mexicaanse Leger buiten het nationale grondgebied bij gevechten werd ingezet was in 1945, tijdens de Tweede Wereldoorlog. Meer recentelijk, in september 2005, werd het leger ingezet in de Verenigde Staten, om hulp te bieden aan de slachtoffers van de orkaan Katrina. Het leger neemt momenteel niet deel aan vredesmissies, hoewel dat wel wordt overwogen.
Het standaardwapen van het leger is de Heckler & Koch G36. De feestdag van het leger is 19 februari.

## Wetenswaardigheden
In het Frans, alsook in Vlaanderen, wordt de uitdrukking 'Mexicaans leger' (Armée mexicaine) gebruikt voor een leger of groep zonder hiërarchie, of waar meer officieren dan gewone soldaten zijn.